# Harvard Psilocybin Project

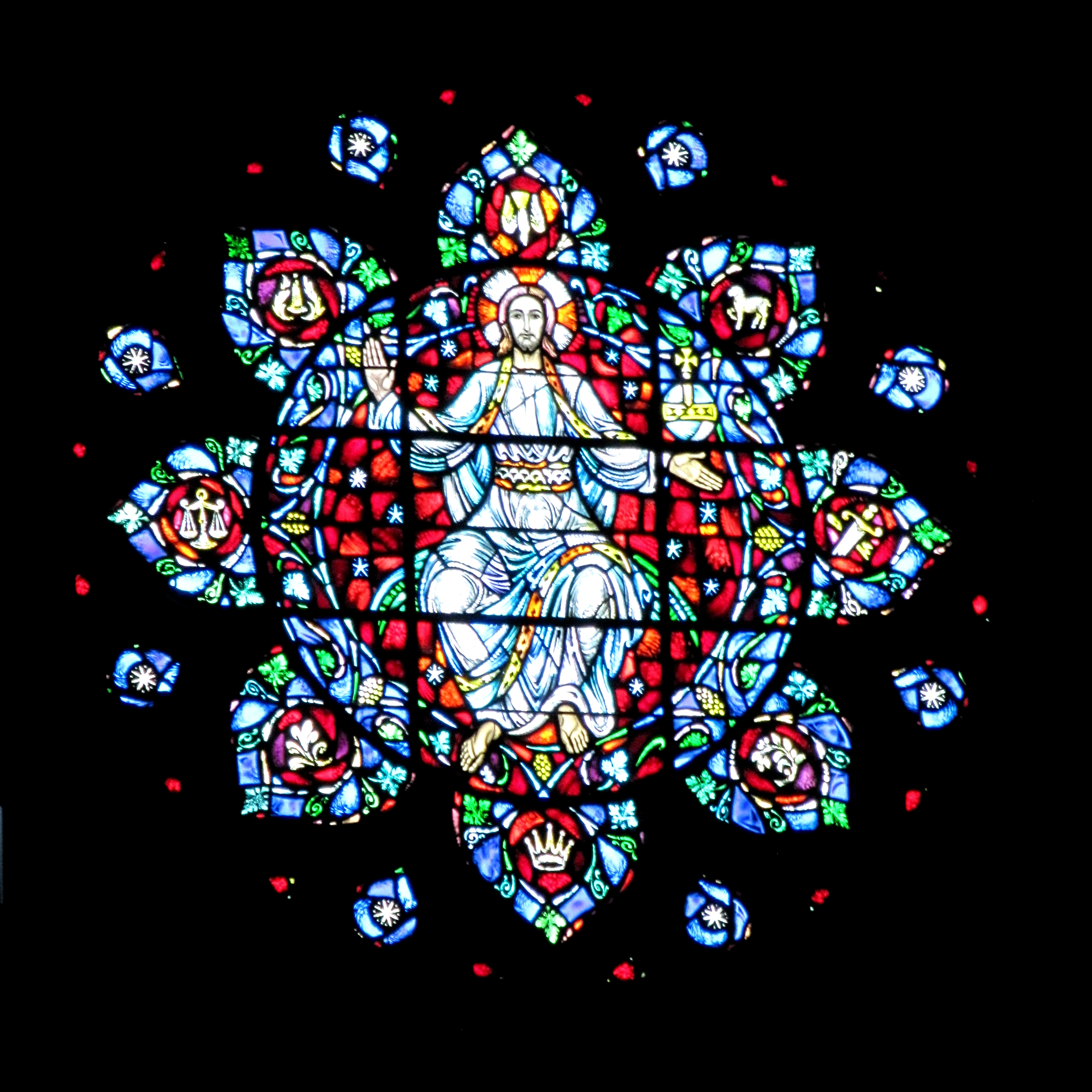
Janela redonda acima do altar da Capela Marsh da Universidade de Boston, local do Experimento da Capela Marsh do Projeto Psilocibina de Harvard

O Harvard Psilocybin Project ou Projeto Psilocibina de Harvard foi uma série de experimentos que visavam explorar os efeitos da ingestão de psilocibina na mente humana, conduzidos por Timothy Leary e Richard Alpert. O conselho fundador do projeto era composto por Leary, Aldous Huxley, David McClelland (superior de Leary e Alpert na Universidade Harvard), Frank Barron, Ralph Metzner e dois estudantes de pós-graduação que estavam trabalhando em um projeto com mescalina.

## Descrição
Os experimentos começaram em algum momento em 1960 e duraram até março de 1962, quando outros professores do Harvard Center for Research in Personality levantaram preocupações sobre a legitimidade e segurança dos experimentos em uma reunião interna. Os experimentos de Leary e Alpert foram parte de sua descoberta pessoal e defesa dos psicodélicos. Como tal, seu uso de psilocibina e outros psicodélicos variou do academicamente sólido e aberto Experimento da Prisão Concord, no qual os presos receberam psilocibina em um esforço para reduzir a reincidência, e o Experimento da Sexta-Feira Santa, dirigido por um aluno de pós-graduação da Harvard Divinity School sob a supervisão de Leary, no qual os alunos de pós-graduação em divindade da área de Boston receberam psilocibina como parte de um estudo projetado para determinar se a droga poderia facilitar a experiência de estados religiosos profundos (onde todos os dez alunos de divindade relataram tais experiências), ao uso pessoal frequente.
O último trabalho de Huston Smith, Cleansing the Doors of Perception, descreve o Harvard Psilocybin Project, do qual ele participou no início dos anos 1960, como uma tentativa séria, consciente e madura de aumentar a conscientização sobre substâncias enteogênicas. Dos membros do subgrupo do qual Smith participou, Leary não está listado.

## História
Em 1960, Timothy Leary e Richard Alpert encomendaram psilocibina da empresa suíça Sandoz com a intenção de testar se diferentes modos de administração levam a experiências diferentes. Em maior medida, eles acreditavam que a psilocibina poderia ser a solução para os problemas emocionais do homem ocidental.
O primeiro grupo de teste foi composto por 38 pessoas de várias origens. Ambientes relaxantes foram escolhidos para conduzir os experimentos. Cada sujeito controlou sua própria dosagem de ingestão, e os pesquisadores principais Leary e Alpert também ingeriram a substância. Este estudo levou às conclusões de que, enquanto 75% dos sujeitos em geral descreveram sua viagem como agradável, 69% foram considerados como tendo alcançado uma "ampliação acentuada da consciência". 167 sujeitos no total participaram do estudo de 1960. No final do estudo, 95% dos sujeitos declararam que a experiência com psilocibina havia "mudado suas vidas para melhor".
Em 1961, Leary decidiu orientar o estudo para a possibilidade de reabilitação assistida por psilocibina de presos. Isso resultou na capacidade dos presos de se visualizarem em um "jogo de polícia e ladrão".

## Controvérsia
Outros professores estavam preocupados com o abuso de poder de Leary e Alpert sobre os alunos. Eles pressionaram os alunos de pós-graduação a participar de suas pesquisas, que eles ensinavam em uma aula necessária para os graus dos alunos. Além disso, Leary e Alpert deram psicodélicos para alunos de graduação, apesar da universidade permitir apenas que alunos de pós-graduação participassem (um acordo foi feito com a administração para evitar isso em 1961). A legitimidade de suas pesquisas foi questionada porque Leary e Alpert também tomaram psicodélicos durante os experimentos, uma acusação à qual Leary respondeu que os pesquisadores tinham que estar no mesmo estado de espírito que o sujeito para entender sua experiência no momento em que acontece. Em 1961, dois alunos de Harvard acabaram no hospital psiquiátrico após consumir psilocibina, e a administração de Harvard começou a não gostar do projeto.
Embora Leary e Alpert tenham sido descritos como ridicularizadores das regras estabelecidas pela escola, eles também disseram que acreditavam que nada deveria negar a alguém o direito de explorar seu eu interior, ou isso significaria dar mais um passo em direção ao totalitarismo.
Além disso, os participantes da pesquisa não foram selecionados de acordo com amostragem aleatória. Muitas dessas preocupações foram impressas no The Harvard Crimson (edição de 20 de fevereiro de 1962). Leary e Alpert responderam imediatamente ao Crimson para tentar retificar seu tom negativo. Poucos dias depois, Dana L. Farnsworth, diretora dos Serviços de Saúde da Universidade de Harvard, também escreveu ao Crimson para expor os riscos relacionados ao consumo de mescalina. Andrew Weil, um calouro que não foi autorizado a participar da pesquisa por despeito, escreveu um "Hit Piece" sobre a pesquisa. Andrew Weil mais tarde se desculpou por suas ações e traição a Leary, Albert e os outros envolvidos. Uma disputa surgiu no campus, o que levou o Harvard Center for Research in Personality a organizar uma reunião em 14 de março de 1962 para resolver o problema.
A reunião se transformou em um julgamento contra Leary e Alpert, e foi relatada no Crimson por um jornalista que discretamente auxiliou a reunião. Este artigo acelerou a crise. Jornais locais seguiram e publicaram informações sobre o escândalo de drogas em terrenos universitários. Um membro do Departamento de Saúde Pública de Massachusetts declarou que os experimentos liderados por Leary e Alpert deveriam ser conduzidos por pesquisadores "sóbrios", seguido pela Administração de Alimentos e Medicamentos do estado, que declarou sua intenção de abrir uma investigação sobre os experimentos com psilocibina.
Em abril, as autoridades estaduais finalmente decidiram autorizar os experimentos com psilocibina sob as condições de que um médico (sóbrio) estivesse presente durante os experimentos. Quando um comitê consultivo exigiu que Alpert entregasse sua psilocibina às autoridades legais para guarda, ele insistiu em guardar um pouco para seu uso pessoal. Isso indignou o comitê, que nunca mais se reuniu depois disso. Acredita-se que Leary e Alpert usaram papelaria de Harvard para pedir mais psilocibina da Sandoz para estocar antes de partir para seu Projeto Zihuatanejo. A reputação de Alpert no campus rapidamente ficou manchada.
Houve preocupação entre alguns estudantes de que estavam a ocorrer “festas privadas de psilocibina”. Em 27 de maio de 1963, Alpert foi despedido por distribuir psilocibina a um estudante universitário.
Na época, apenas a mescalina e o cacto peiote eram ilegais. Levaria cinco anos até que a psilocibina e o LSD fossem tornados ilegais. Tanto Leary quanto Alpert eram estrelas acadêmicas em ascensão até que suas batalhas com Harvard e sua defesa do uso de psicodélicos os tornaram figuras importantes na contracultura nascente.